# Domingos Domingues
Domingos Domingues foi um arquitecto do século XIV. Foi o autor do claustro do Mosteiro de Alcobaça, mandado construir por D. Dinis, e do Mosteiro de Santa Clara-a-Velha em Coimbra.